# Districtul Partizánske

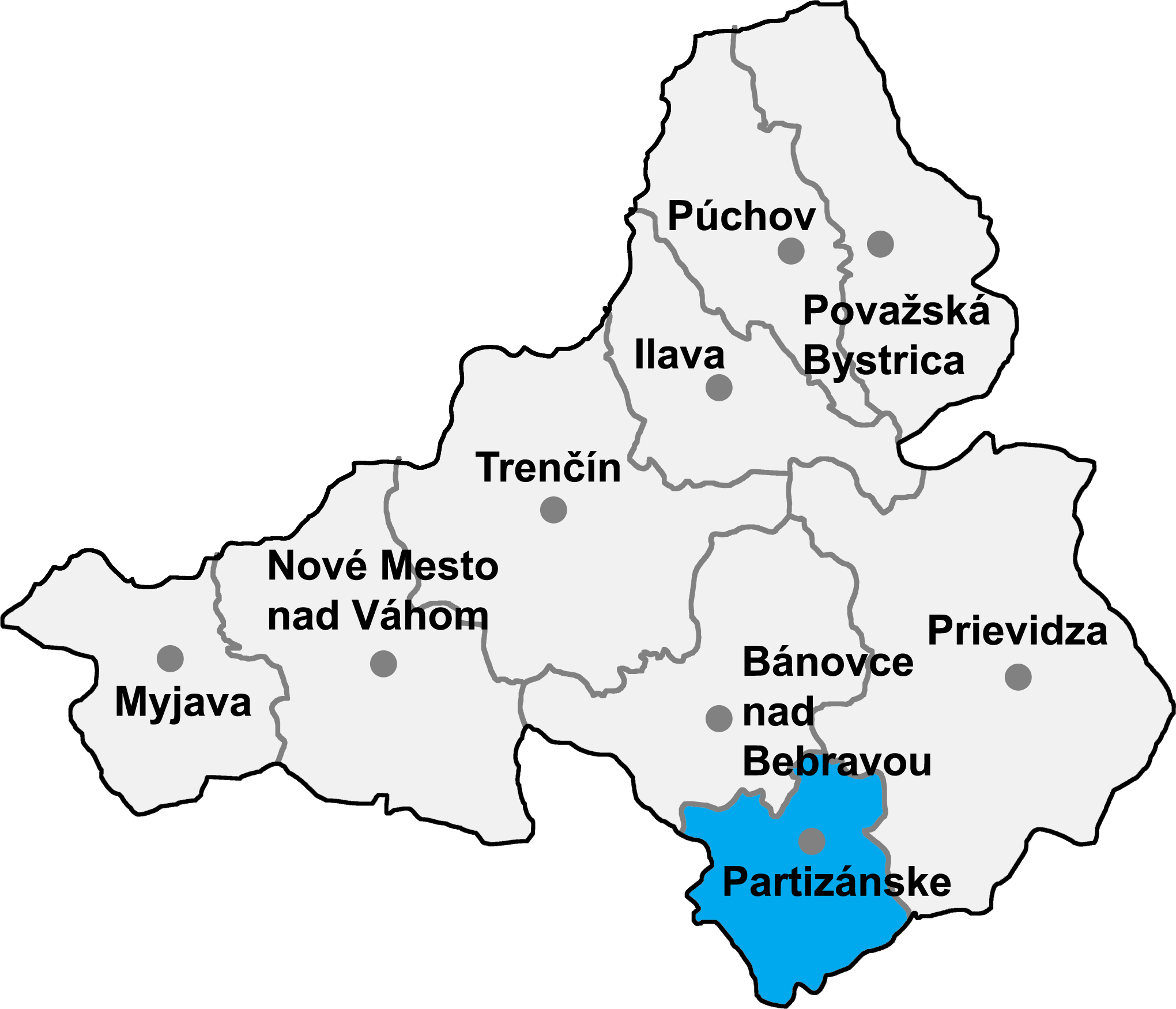
Districtul Partizánske

Districtul Partizánske (okres Partizánske) este un district în Slovacia vestică, în Regiunea Trenčín. 

## Demografie
| An:                | 1994   | 2004   | 2014   | 2024   |
| ------------------ | ------ | ------ | ------ | ------ |
| Număr de persoane: | 48.469 | 47.573 | 46.462 | 43.201 |
| Diferență:         |        | −1,84% | −2,33% | −7,01% |

| An:                | 2023   | 2024   |
| ------------------ | ------ | ------ |
| Număr de persoane: | 43.509 | 43.201 |
| Diferență:         |        | −0,70% |

## Comune
- Bošany
- Brodzany
- Hradište
- Chynorany
- Ješkova Ves
- Klátova Nová Ves
- Kolačno
- Krásno
- Livina
- Livinské Opatovce
- Malé Kršteňany
- Malé Uherce
- Nadlice
- Nedanovce
- Ostratice
- Partizánske
- Pažiť
- Skačany
- Turčianky
- Veľké Kršteňany
- Veľké Uherce
- Veľký Klíž
- Žabokreky nad Nitrou